# Force de défense jamaïcaine
Pour les articles homonymes, voir JDF.
La force de défense jamaïcaine, en anglais Jamaica Defence Force (JDF), est la force militaire de la Jamaïque. Elle consiste en une armée de terre, une armée de l'air et une garde côtière. Descendant du régiment des Indes occidentales, en anglais West India Regiments, elle est basée sur le modèle britannique.

## Armée de terre
The Jamaica Regiment est la principale formation de l'armée de terre et la seule unité de combat de celle-ci.

## Force aérienne
L'escadre aérienne dispose, entre autres de 6 hélicoptères Bell 505 Jet Ranger X reçus en 2021.